# Шнайдер, Карл (певец)
Карл Шнайдер (нем. Karl Schneider; 21 декабря 1822, Штрелен — 3 января 1882, Кёльн) — немецкий оперный певец (тенор) и музыкальный педагог. Муж писательницы и педагога Лины Шнайдер.

## Биография
Окончил гимназию в Бреслау, там же изучал богословие, однако затем решил стать профессиональным музыкантом. Дебютировал в Лейпцигской опере, здесь 1 декабря 1853 года участвовал в концерте, ставшем поворотным пунктом в музыкальной карьере Гектора Берлиоза, исполнив сольную партию в кантате «Бегство из Египта». Затем пел во Франкфурте-на-Майне, где в 1857 году в связи с исполнением партии художника Виктора в опере Д. Обера «Концерт при дворе» критика выделяла Шнайдера как певца «умелого, хорошо обученного и с хорошим вкусом». С 1859 года — солист Придворного театра Герцогства Нассау в Висбадене. Затем в течение 10 лет — солист Роттердамской оперы. Несмотря на продолжительную оперную карьеру, наибольшей известностью пользовался как исполнитель теноровых партий в «Страстях» Иоганна Себастьяна Баха.
С 1872 года в Кёльне возглавлял хор Баховского общества и преподавал вокал в Кёльнской консерватории, где среди его учеников была, в частности, Корнелия ван Зантен.